# Golden Sun
Golden Sun (黄金の太陽 開かれし封印, Ougon no Taiyou Hirakareshi Fūin  en Japón) es la primera entrega de una serie de videojuegos RPG, lanzada para Game Boy Advance, distribuida por Nintendo y desarrollada por Camelot Software Planning. Fue lanzada en agosto de 2001 en Japón, en noviembre del mismo año en Estados Unidos y en Europa en febrero de 2002.
Aunque la versión norteamericana de Golden Sun no tiene subtítulo, la versión japonesa sí: siendo este Hirakareshi Fuuin, traducido al inglés como "The Broken Seal" (El Sello Roto) por el fandom del juego.
Golden Sun fue traducido a varios idiomas: al inglés para las versiones norteamericana y británica, además de al francés, al alemán, al español y al italiano.
En su secuela, Golden Sun: La Edad Perdida (Golden Sun: The Lost Age), el personaje principal es Félix, el cual se creía muerto tras el gran desastre de la roca en Tale, tres años atrás. Con ayuda de su hermana Nadia, el erudito Kraden, Sole y Piers, busca resolver los misterios y secretos del mundo de Weyard. En este juego pueden usarse los archivos guardados del primer juego para continuar la aventura de Hans, Garet, Iván y Mia, aparte de otros extras.

## Personajes protagonistas de Golden Sun
- Hans/Isaac: Es el personaje principal en el juego de Golden Sun y también es parte esencial de Golden Sun: La Edad Perdida, ya que resulta ser el personaje principal de la saga (en la primera y segunda parte) junto a su amigo Félix. Adepto de Venus, o sea que controla la psinergía del elemento tierra, es originario de la aldea de Tale/Vale. 3 años antes del tiempo actual del juego, pierde a su padre y a su amigo Félix por una roca provocada por una tormenta, al intentar ayudarlos es atacado por los supervivientes que provocaron la tormenta, quedando inconsciente junto a su amigo Garet. En el tiempo actual aún se siente culpable por la muerte de sus cercanos, pero es su actitud decidida lo que lo lleva a embarcarse en la aventura. Al comienzo de la aventura tiene 17 años. Su nombre original en el idioma japonés es Robin.

- Garet: El mejor amigo de Hans/Isaac. También es taleano y además, Adepto de Marte, controlando el elemento fuego. Muchas veces es irritante y torpe, aunque también imprescindible durante el viaje, no es muy inteligente pero si buen amigo y muy fuerte. Él no perdió nada el día de la tormenta, pero gracias a él, Saturos y Menardi los dejan inconscientes. Vive con sus dos padres y tiene dos hermanas. Garet tiene la más diversa selección de Psinergía, aunque sobresale en el ataque físico. También tiene 17 años cuando empieza la aventura.Su nombre original en el idioma japonés es Gerald.

- Iván: Es el sirviente del comerciante y líder de la ciudad de Kalay, Lord Hammet, fue criado desde pequeño por Hammet, encargado por unos adeptos de Júpiter de Atteka, por lo cual es casi su hijo adoptivo. Hans/Isaac y Garet lo conocen al llegar a Vault, y lo ayudan a encontrar el bastón perdido de Hammet, finalmente se une a su aventura al saber lo que Hans/Isaac y Garet están haciendo. Como Adepto de Júpiter puede controlar el viento, lee las mentes, revela lo oculto y crea tornados. Es el menor de todos los del equipo de Hans/Isaac (15 años). Es originario de la ciudad de Mitdir, en el sureño continente de Atteka. No se sabe nada de su familia, excepto que su madre murió luego de que él se fuera siendo un bebé. Su nombre original en el idioma japonés es Iwan

- Mia: Pertenece al Clan Mercurio controlando el elemento agua y es la guardiana del faro de ese elemento. Es una de las últimas descendiente de su clan, junto con Álex, Megan y Justin (nunca se sabe si Megan y Justin son hermanos de ella o simplemente parientes). Su padre fue el maestro de Álex, que a su vez es primo de esta (se sabe en Golden Sun: Dark Dawn), hasta que descubre sus verdaderos motivos de liberar el Sol Dorado y apropiarse de todo el poder y ser invencible. Ella, lo que quería era proteger Ímil, su aldea natal, pero luego se dio cuenta de que debía ayudar a Hans/Isaac, Garet e Iván. Mia es muy amable y nunca falta a su palabra. Es la última en unirse al grupo de los protagonistas del primer juego. La mejor curandera del juego, pecando a su vez de un bajo poder ofensivo. Tiene 17 años. Su nombre original en el idioma japonés es Mary

- Nadia: Amiga de la infancia de Hans/Isaac y Garet y hermana de Félix. Perdió a sus padres en una tormenta y a su hermano en la tormenta de hace 3 años. Al principio, se adentró en el Templo Sonne junto a Hans, Kraden y Garet, pero fue secuestrada por Saturos y Menardi. Luego descubre que Félix, su hermano mayor, está vivo, y también descubre que sus padres lo están. Es una Adepta de Marte y originaria también de Tale. Tiene 17 años, uno menos que su hermano. Su nombre original en el idioma japonés es Jasmin

- Kraden: Un erudito de la aldea de Tale enviado por Lord Babi, el alcalde de Tolbi, a estudiar la Alquimia. Además de todo eso, no se sabe más de la infancia de Kraden ni cual es su origen, solo se sabe que Lord Babi lo tomó para que estudiara la Alquimia desde muy joven por ser muy inteligente. Igual que Nadia, fue secuestrado por Saturos y Menardi. Es muy gracioso y quisquilloso. Es el mayor de todos los integrantes del grupo, tiene al menos más de 70 años, ya que, en Golden Sun: Dark Dawn, 30 años después, se dice que tiene más de 100. Su nombre original en el idioma japonés es Sclater

- Saturos: Perteneciente al Clan Marte del Norte, es un superviviente de la tormenta causada por él y sus compañeros al intentar robar las estrellas elementales del Templo Sonne. Un gran luchador que dejó Prox para encender los cuatro faros elementales. Es el villano de Golden Sun junto con su compañera Menardi, a pesar de ello, y que actúan de forma mentirosa y miserable la mayoría del tiempo, no son malas personas, simplemente cumplían con su deber. Al enfrentarse con Hans y sus amigos en el Faro de Venus, muere cayendo dentro del Faro junto con su compañera Menardi, dejando a cargo a Félix de encender los Faros restantes. Su edad es desconocida y es uno de los guerreros más fuertes de Prox. Su nombre original en el idioma japonés es Satyuros

- Menardi: Perteneciente al Clan Marte del Norte. Es la villana del juego, junto con Saturos. Ella es menos astuta e inteligente que Saturos, pero mejor luchadora que él. Al enfrentarse con Hans y sus amigos en el Faro de Venus, muere cayendo dentro del Faro de Venus, lo cual deja a Karst, su hermana menor, desolada y furiosa con sed de venganza. Su nombre original en el idioma japonés es Menadi

- Félix: Hermano mayor de Nadia y Adepto de Venus. Al igual que su hermana, Hans y Garet, es taleano. Es el personaje principal de la segunda aventura y el mayor de todos los guerreros (18 años). Saturos y Menardi lo rescataron de la tormenta en Tale, ellos lo entrenan y lo convierten en guerrero. Cae de lo alto del Faro de Venus cuando intentaba convencer a Saturos y a Menardi que liberaran a Sole (ver Personajes de Golden Sun: La Edad Perdida) pero sobrevive sin sufrir ninguna herida, ya que el mar subió su marea justo al momento de caer junto con Sole. En personalidad es bastante fiero y decidido, poniéndose en peligro incluso cuando sabe que no tiene posibilidades. Es bastante parecido a Hans/Isaac, y es difícil saber más, ya que, casi durante todo el juego son personajes mudos. Félix a nivel de batalla es igual que Hans, salvo algunas diferencias en sus atributos. Su nombre original en el idioma japonés es García

- Álex: Adepto del Clan Mercurio, y primo de Mia, aprendiz del padre de esta. Él quería utilizar a Saturos y Menardi, luego a Félix y sus amigos, para encender los cuatro faros y así, obtener el poder que le permitiría ser inmortal y tener todo el poder de la Alquimia para él. Aparentemente muere en el Monte Aleph al intentar conseguir el poder del Sol Dorado, pero regresó en Golden Sun: Oscuro Amanecer bajo el nombre clave de Arcanus, Ace como nombre en japonés (que es el As). Su nombre original en el idioma japonés es García

- El Sabio: Ser todopoderoso que parece una roca con un ojo cuya misión es proteger Weyard y evitar que el sello sobre la Alquimia se rompa. Aparece por primera vez en el Templo Sonne/Sol Sanctum, donde salva la vida de Hans y Garet de la erupción volcánica del Monte Aleph; se supone que este sabe la historia de todo Weyard. Al final del segundo juego este pone a prueba al grupo de Hans y Félix haciéndoles luchar con el Dragón Mortal que resulta ser los padres de Félix y Nadia, junto con el padre de Hans fusionados y transformados. Al final se sabe que El Sabio es la mismísima roca de los Sabios (Dark Dawn) y que sus intenciones eran que si realmente querían liberar la Alquimia, que se hicieran responsables de las consecuencias.

- Sole: Una Adepta de Júpiter con increíbles poderes. Fue criada por Faran en Lalivero, nunca conoció a sus padres biológicos y su origen es incierto. Es la más joven de todos los integrantes del grupo, con 14 años. Los laliveros le atribuyen orígenes divinos, ya que literalmente cayó del cielo sin sufrir ninguna herida cuando era un bebé. Así fue como la halló Faran, el alcalde de Lalivero. Se cree que muere cuando cae del Faro junto con Félix, pero este la salva de ser ahogada para luego ser parte del grupo de Golden Sun: La edad perdida. Es parecida a Iván en cuanto a psinergías, pero es un poco más lenta y resistente que este. Su nombre original en el idioma japonés es Shiva

- Piers: Un Adepto de Mercurio procedente de Lemuria. Se preparaba para emprender una misión en solitario y en secreto por orden del rey Hidros de Lemuria (con la oposición del Senado lemurio), pero le arrastró un tsunami provocado por el regreso de la bestia de las profundidades, Poseidón. A pesar de su aparente edad, es más viejo incluso que el mismo Kraden. Su edad se estima por un poco más de 100 años, ya que, recuerda a Babi vagamente (lo que ocurrió hace 100 años), por lo que en ese tiempo aún era un niño. Su madre murió porque era de cuerpo débil, y su única familia aparente es su tío. Es algo más serio y maduro que los demás, debido a su edad, pero igual actúa como una persona joven, pasando desapercibido. A diferencia de Mía, no es curandero, sino guerrero del elemento Agua. Su nombre original en el idioma japonés es Picard

- Karst: Hermana menor de Menardi. Su misión es encender los Faros restantes reemplazando a su hermana, pero deja ese trabajo en manos de Félix. Trata de matar a Hans e Iván junto con Agatio, mientras Garet y Mía caen en una trampa tendida por estos. Son detenidos por Félix y su grupo y finalmente pierden en una batalla contra estos luego de encender el tercer Faro. Más tarde el poder del Sabio la transforma en un Dragón Fulgor en el Faro de Marte y muere a manos de Félix (Final no claro), ya que, se dice que Karst y Agatio se han ido (lo cual no es necesariamente es que murieron).

- Agatio: Compañero de Karst. Es probablemente el guerrero más poderoso de Prox (nunca queda claro si ellos son más o menos fuertes que el grupo de Saturos), va en busca de venganza por la muerte de su paisano Saturos y también con el fin de encender los últimos Faros. Al igual que Karst, se convierte en Dragón Fulgor por el poder del Sabio en el Faro de Marte y muere a manos de Félix. Se le distingue por ser más alto y musculoso que Saturos.

## Jefes
- Bandidos de Vault: Bandidos que roban a la gente en medio de la erupción del Mt. Aleph. Son bastante débiles y vuelven a aparecer en Golden Sun 2.
- Tret: El lado oscuro del corazón del foresto guardián del Bosque de Kolima; usa ataques de tierra. Es el primer jefe duro del juego.
- Saturos: Primer enfrentamiento con este miembro del Clan Marte del Norte Usa Psinergía de fuego.
- Simio asesino: Simio que aparece tras atravesar el Bosque Mogall. Usa movimientos que afectan a las características de los protagonistas.
- Hidroestatua: Criatura líder de las bestias causantes de la inundación de las minas de Altin. Utiliza ataques de agua.
- Manticore: Guardián del Desierto del Lamakan. Está al final del desierto. Utiliza ataques de fuego o tierra y tiene 1700 PV.
- Kraken: Monstruo marino que aparece en la travesía a través del Mar Thanatos. Utiliza Psinergía de agua, siendo ya un jefe de los más duros.
- Saposaurio: Monstruo guardián de Dodonpa. Utiliza ataques venenosos.
- Reptormenta: Un reptornado gigante que te persigue cuando intentas atravesar el Desierto de Suhalla.
- Saturos y Menardi: Jefes finales de la primera entrega de Golden Sun. Usan ataques de fuego y Saturos ha recuperado toda su fuerza en el Faro de Venus.
- Barbamuerta: Es el jefe más fuerte del juego. Vive en un barco fantasma subterráneo en las cuevas de la Isla Pirata (Jefe Opcional).
- Dragón Fusión: Dragón surgido tras la fusión de Saturos y Menardi, al ser derrotados en la cima del Faro de Venus. Es el verdadero jefe final de Golden Sun. Su dificultad variará según en qué condiciones se haya finalizado la batalla anterior.

## Historia
Durante muchos años, el poder de la Alquimia regía el mundo de Weyard. Gracias al descubrimiento de ese poder, la humanidad alcanzó la cima de la civilización y el conocimiento. Pero a la vez que el conocimiento y la sabiduría crecían, también lo hacían los sueños y ambiciones. Sueños de conquista, de guerra, de poder ilimitado y de vida eterna. En consecuencia, se empezó a abusar de la Alquimia. Todas estas aspiraciones habrían arrasado Weyard de no ser por unos sabios expertos que sellaron este poder en lo más profundo de las entrañas del Templo Sonne, dentro del Monte Aleph. La consecuencia de esto fue que las luces de los Faros Elementales se extinguieron. Tras esto, Weyard se vio privado de su energía elemental y se empezó a destruir a sí mismo poco a poco, empezando por el norte. Esto provocó el caos en la aldea más boreal de Weyard, Prox, gobernada por el Clan Marte del Norte. Un grupo de emisarios guerreros del Clan Marte del Norte son enviados por Puel (alcalde de Prox) y el anciano sabio de la aldea, con la misión de informar a los habitantes de Weyard (empezando por los taleanos) sobre el peligro que se cierne sobre el mundo si la luz de los cuatro faros elementales (Mercurio, Venus, Júpiter y Marte) no vuelve a concentrarse en el monte Aleph, ya que mucho tiempo atrás, sus luces fueron selladas para evitar que el ser humano destruyese Weyard, al acumular todo el poder que la Alquimia guarda tras de sí. Entre estos guerreros emisarios estaban Saturos y Menardi, conocidos en Prox por ser los más fuertes. Nadie en Tale les creyó.
Debido a que el sellado de la Alquimia está consumiendo las poblaciones del norte, Saturos y Menardi deciden hacer todo lo posible por salvar Prox. Una vez dentro del templo Sonne, alguno de los proxianos activó sin querer una trampa. Saturos y Menardi fueron los únicos proxianos supervivientes.
Esto provoca una liberación de energía alquímica manifestada en un temblor, una tormenta muy fuerte y un corrimiento de tierra. Durante estos estragos, una gran roca se desprende de la ladera sur del Aleph y amenaza con destruir la aldea de Tale. Es cuando varios taleanos detienen durante unos minutos la roca mientras se desaloja la aldea. En medio del caos, Félix, un taleano Adepto de Venus (Tierra), se cae al río en medio de la crecida. Hans y Garet lo ven e intentan buscar ayuda. La consiguen, pero la roca finalmente se descontrola y arrastra corriente abajo al padre de Hans, a Félix, y a los padres de Félix y Nadia, lo cual deja a la joven Nadia desolada. En ese momento Hans y Garet se marchan para intentar pedir ayuda, pero en su camino se cruzan con Menardi y Saturos, tras lo cual éstos, creyendo que Hans había estado espiándoles, lo atacan, junto con su amigo Garet dejándolos inconscientes.
Tres años después, Hans, Nadia y Garet han aprendido a dominar la Psinergía y acuden a visitar a Kraden a su casa. Este acaba de recibir la visita de Menardi y Saturos, que lo han avasallado con preguntas sobre el Templo Sonne (templo situado en el Monte Aleph en honor al sol). Kraden, interesado por ver lo que le han contado Saturos y Menardi, acude al templo en compañía de Hans, Nadia y Garet. Al final acaban encontrando la cámara del tesoro; donde se encuentran las cuatro Estrellas Elementales, que son unas gemas con forma de perla indispensables para volver a encender los cuatro Faros Elementales. Si se encendieran, el sello de la Alquimia se rompería.
Es entonces cuando entran Saturos, Menardi, el hermano de Nadia (Félix, al cual todos daban por muerto tras la tormenta) y Álex (miembro del Clan Mercurio) y se llevan las Estrellas Elementales (salvo la Estrella Marte, la cual Hans no llegó a entregar por culpa de un terremoto). Al quitar las estrellas del templo, el volcán del Monte Aleph entra en erupción. Saturos, Menardi, Nadia, Kraden, Félix y Álex huyen del templo al ver que ha aparecido el guardián del Templo Sonne, una roca con un ojo llamada El Sabio, el cual bloquea la erupción durante un poco tiempo. En ese poco tiempo, coge la Estrella Marte y la impregna con un polvillo dorado. Tras esto, teletransporta a Hans y Garet a la salida del templo. Al salir del templo, Hans y Garet (Nadia ha sido secuestrada junto a Kraden) se enteran del peligro que corre Weyard si se encienden los faros y así empieza Golden Sun, una persecución en la que Hans debe intentar detener a Saturos y Menardi para que no enciendan los faros elementales. Para ello, recibirán la ayuda de los Djinns (aliados en la batalla compuestos por los 4 elementos) y de personas que le ayudarán en su viaje y que tendrán bastante en común con ellos.

## El mundo de Golden Sun
El mundo de Golden Sun, llamado Weyard, es una especie de tierra plana, cuyos límites están siendo devorados (en las dos primeras entregas de la saga) por la falta de energía elemental y alquímica que sustente al mundo, motivo por el cual se deciden encender de nuevo los faros elementales. En el mundo de Weyard hay 7 continentes: Angara, Gondowan, Indra, Osenia, Tundaria, Hesperia y Atteka. También hay un grupo de islas habitadas en el Mar del Este. A continuación, se nombran las ciudades y lugares destacados de cada continente:

### Angara
- Tale: Es la aldea en la que reside un clan de Adeptos, de diversos tipos, encargados de proteger el Templo Sonne, santuario a los pies del Monte Aleph, donde se concentraría la luz del Sol Dorado, al encender los cuatro faros elementales. se podría relacionar con el templo del sol, Atlántida.
- Vault: Pequeña aldea situada en las proximidades de Tale. No hay nada especialmente particular, salvo que hay que enfrentarse a unos ladrones.
- Lunpa: Aldea fundada y administrada por ladrones, fundada tiempo atrás por un ladrón noble (le dio su nombre a la aldea) que desapareció en el mar. Lunpa se encuentra al sureste de las montañas que rodean Tale. Ahora se encuentra gobernada por un ladrón despiadado y malvado que es nieto del fundador de la aldea, su nombre es Dodonpa.
- Cordillera de Noma: Macizo montañoso escarpado que separa el área de Vault de Bilibin. Su único paso es una cueva (Cueva de Noma).
- Bilibin: El aspecto de Bilibin da a entender que es una próspera ciudad, posiblemente la más próspera del continente junto a Xian, Tolbi y Kalay. Está gobernada por Lord McCoy, hombre empeñado en agradar a su avariciosa esposa (se dice que Lord McCoy casi ni se atreve a estornudar sin el permiso de su esposa). Casi se podría decir que Bilibin es un matriarcado.
- Kolima: Pequeña y humilde aldea de leñadores. Sus habitantes fueron malditos tras el intento de talar a Tret (por la obsesión de Lady McCoy en construir un palacio), el foresto guardián del Bosque de Kolima.
- Ímil: Gélida población situada en las proximidades del Faro de Mercurio, en el norte del continente. Sus habitantes son miembros del Clan Mercurio, encargados de velar por la seguridad del faro.
- Faro de Mercurio: Torre de color aguamarina en la que reside el poder del Agua. Está custodiado por los miembros del Clan Mercurio y es necesaria la Estrella Mercurio para encenderlo.
- Templo Fuchin: Templo dedicado a la meditación, situado a medio camino entre Kolima y Xian. Su director es el maestro Nyunpa.
- Bosque Mogall: Frondoso y laberíntico bosque con un aire encantado, que separa el Templo Fuchin de la aldea de Xian. Antiguamente no existía, el lugar se llamaba Pradera Mogall.
- Xian: Próspera aldea que recuerda a las ciudades de la antigua China imperial. En ella residen Feizhi, Hsu y el maestro Feh, especialistas en el kung fu.
- Champa: Aldea de pobres pescadores y marineros que, tras no aguantar más el hambre y la penuria que vivían, algunos champeños decidieron recurrir a la piratería para llevar comida a la aldea. Se encuentra tras las montañas que hay al suroeste de Xian.
- Ankhol: Enorme torre en ruinas construida por una antigua civilización de artesanos (los ankhol) de la que desciende Obaba, la anciana de Champa. En su cúspide, construida con bloques de oro puro, está una de las puntas del Tridente de los ankhol.
- Altin: Aldea de mineros que sufrió la inundación de las Estatuas Guardianes, seres mitológicos e inertes que cobraron vida tras encenderse el Faro de Mercurio. Estos seres residían en el interior de las minas del pueblo.
- Templo Lama: Templo dedicado a la meditación y los poderes mentales. Su directora es la maestra Hama, Adepta de Júpiter y además, hermana mayor de Iván.
- Desierto del Lamakan: Ardiente, sofocante y maligno desierto, donde se ocultan oasis para refrescarse. Antiguamente protegido por Manticore, una bestia mitológica.
- Kalay: Ciudad de mercaderes y comerciantes en mitad de la Ruta de la Seda, a medio camino entre Xian y Tolbi. Su fundador, Hammet, es un próspero mercader que fue secuestrado tras aproximarse a la aldea de Lunpa.
- Tolbi: Ciudad de gran extensión que se encuentra al final de la Ruta de la Seda. Su gobernante, Lord Babi, logró vivir hasta los 150 años gracias a un bebedizo que robó tras su visita a la isla de Lemuria.
- Cueva de Altamilla: Cueva peligrosa situada en las cercanías de Tolbi. Antaño habitada por una antigua civilización, ahora sólo la ilumina el fulgor y el crepitar de las antorchas que pusieron los tolbianos en sus galerías.
- Loho: Aldea poblada por enanos mineros que trabajan explotando las rocas, donde obtienen metales, minerales y demás materias primas. Poseen un potente cañón que puede disparar cualquier cosa.
- Prox: Pueblo situado al noroeste de Ímil, en el límite norte de Weyard. Sus habitantes, miembros del Clan Marte del Norte (como Saturos, Menardi, Karst y Agatio), son los encargados de proteger el Faro de Marte.
- Faro de Marte: Es una torre gigante de color rojo pálido con otras cuatro torres adyacentes situada en el límite norte del mundo. Allí reside el poder del Fuego en su pureza máxima, es el faro más duro de todos por sus extremos de clima frío y poder de fuego, y está custodiado por los proxianos, que forman el Clan Marte del Norte.

### Gondowan
- Suhalla: Pequeña aldea situada en las proximidades del desierto que le da nombre. Servía de punto de descanso para los soldados y eruditos a las órdenes de Babi que se dirigían hacia Lalivero y el Faro de Venus.
- Desierto de Suhalla: Desierto gondowano que separa a la aldea de Suhalla del área de Lalivero y el Faro de Venus. Se ve azotado con regularidad por tormentas de arena y vientos fuertes.
- Pasaje de Suhalla: Un cañón árido que separa el área del Faro de Venus del Desierto de Suhalla. Por una cueva adyacente se accede a la península de Idejima.
- Idejima: Pequeña península gondowana en la que hay un barco abandonado.
- Lalivero: Aldea cargada de historia, cuyo subsuelo alberga unas misteriosas ruinas que conectan el faro que Tolbi construye a las órdenes de Babi (el Faro de Babi) con el Faro de Venus.
- Faro de Venus: Torre de color lila verdoso que simboliza al elemento Tierra. Para acceder a él, es necesario cruzar un túnel que sale de unas ruinas en los sótanos del Faro de Babi. Para encenderlo, es necesaria la Estrella Venus.
- Faro de Babi: Una construcción hecha por laliveros y tolbianos ordenada y supervisada por Lord Babi (alcalde de Tolbi) e Iodem (su asistente) para intentar divisar Lemuria.
- Kibombo: Aldea con fama de belicosa que recuerda a los poblados tradicionales de África. Está separada de Naribwe por una cadena montañosa, vigilada por soldados de la aldea.
- Naribwe: Pequeña aldea situada a medio camino entre la entrada a Gondowan por el sureste (los Riscos de Gondowan) y Kibombo.
- Roca del Magma: Montaña volcánica en cuyo interior habita el poder del fuego.
- Montañas de Kibombo: Macizo montañoso que separa los poblados de Naribwe y Kibombo, al sur de Gondowan. Su único paso de montaña está fuertemente custodiado por guerreros kibombos.

### Indra
- Daila: Aldea de pescadores situada al norte del continente. Es la primera aldea a visitar en Golden Sun II.
- Lugar Sagrado: Torre dedicada al dios de los mares al este de Daila. En su cima está una de las puntas del Tridente de los ankhol.
- Templo Kandora: Monasterio de meditadores, cuyo mayor tesoro es el poder de Enlazar. Su director es el maestro Poi.
- Meseta Dehkan: Formación geológica que separa Daila de Madra. Tras un tsunami, quedó muy erosionada y es peligrosa.
- Madra: Próspera aldea que suele ser víctima de saqueos y pillaje por su riqueza (y mala suerte, también). Está gobernada por un joven alcalde.

### Osenia
- Desierto de Yampi: Caluroso y seco desierto en cuyos confines habita un escorpión gigante, conocido como Rey Escorpión. Es una vía alternativa para dirigirse a Alhafra desde Indra.
- Alhafra: Próspera ciudad costera famosa por sus barcos. Su alcalde, un rancio, gordo, avaricioso y egoísta hombre de negocios, encarceló al grupo de piratas champeños dirigido por Briggs, acusado de saquear las ciudades de Madra y Daila.
- Mikasala: Tranquila aldea muy lejos de cualquier otro núcleo de población. Suele servir como punto de descanso para los viajeros que se adentran en el continente.
- Garoh: Aldea poblada por licántropos, Adeptos de Júpiter que se convierten en lobos al mirar directamente a la luna llena. Muchos tachan a esta aldea de maldita o diabólica, pero nada más lejos de la realidad.
- Cordillera Balú: Infranqueable cordillera que divide Osenia en dos. Al oeste, está Alhafra, y al este, Yalam.
- Roca del Aire: Peculiar y ventosa montaña situada en el interior de un desierto que se encuentra al norte de Garoh. Su interior es un gran laberinto.
- Yalam: Aldea antiguamente próspera, gobernada por Yepp, un maestro barquero que falleció. Ahora, sólo le queda a esta aldea el experto herrero Sonnenschein. Los niños de la aldea juegan y cantan con las canciones que escribió Yepp, pero este juego esconde un acertijo que tiene algo que ver con el Mar del Tiempo.
- Ciénaga de Taopo: Zona pantanosa de gran valor en cuanto a materias primas. Es una zona muy apreciada y frecuentada por Sonnenschein, el herrero de Yalam.

### Mar del Este
- Izumo: Aldea situada en la isla de Nipán, en los confines del Mar del Este, cerca de Angara. Recuerda al Japón antiguo, y está gobernada por lady Uzume, una Adepta de Venus. Está al pie del Monte Mikaru, conocido en Occidente como Roca de la Madre Tierra.
- Roca de Madre Tierra: Este monte (llamado Monte Mikaru en Izumo), situado en la isla de Nipán, alberga el poder de la Tierra en su interior, y en él habitaba la Serpiente que aterrorizaba Izumo.
- Islas Apojii: En estas paradisíacas islas viven los encargados de velar por la paz en la Roca del Agua, situada en una de éstas islas (la Isla Aqua).
- Roca del Agua: Hermosa montaña con cascadas de agua mineral pura donde reside el poder del Agua. Está en la Isla Aqua, una de las integrantes del archipiélago de las Apojii.
- Mar del Tiempo: Un sector de Mar del Este cubierto de niebla con corrientes marinas y torbellinos que alberga en su centro la legendaria isla de Lemuria.
- Lemuria: Isla mística, inexistente para algunos y mitológica para otros. Sus habitantes poseen el don de la longevidad, y son todos Adeptos de Mercurio (Agua). Sus barcos son los únicos que pueden acceder de una pieza a la isla. Está gobernada por el rey Hidros.

### Atteka
- Mitdir: Mística ciudad situada en el corazón del continente. En ella viven los encargados de proteger el Faro de Júpiter. En su interior se encuentra el Templo de Anemos, construido en honor al dios del viento.
- Faro de Júpiter: Enorme torre de color añil y violeta con dos torres adyacentes en la que reside el poder del viento en su estado más puro. Para encenderlo, es necesaria la Estrella Júpiter.

(Atteka es un continente grande pero muy virgen, sin población destacable más que la residente en Mitdir, en las proximidades del Faro de Júpiter.)

### Hesperia
- Aldea Chamán: Aldea situada en las profundidades de Hesperia. Sus habitantes recuerdan a los amerindios de América del Norte. Su líder, Moapa, es el heredero de los que lucharon en una antigua batalla, los contendientes Yegelos (mitdirense) y Hoabna (chamán).

(En Hesperia sucede algo similar a lo que ocurre en Atteka.)

### Tundaria
- Torre de Tundaria: Torre aislada y helada situada en un cabo de la zona occidental de este continente, en el sur de Weyard. Contiene una de las puntas del Tridente de los ankhol.

La ubicación geográfica y el clima de Tundaria recuerdan a la Antártida. Este vasto y gélido continente está totalmente deshabitado, salvo por una pequeña isla situada al este.